# Наундорф (Саксонија)
Наундорф (њем. Naundorf) општина је у њемачкој савезној држави Саксонија. Једно је од 36 општинских средишта округа Сјеверна Саксонија. Према процјени из 2010. у општини је живјело 2.579 становника. Посједује регионалну шифру (AGS) 14730210.

## Географски и демографски подаци
Наундорф се налази у савезној држави Саксонија у округу Сјеверна Саксонија. Општина се налази на надморској висини од 139 метара. Површина општине износи 36,9 km². У самом мјесту је, према процјени из 2010. године, живјело 2.579 становника. Просјечна густина становништва износи 70 становника/km².

## Међународна сарадња
| Мјесто | Држава    | Врста сарадње | Од    |
| ------ | --------- | ------------- | ----- |
|        | Француска | партнерство   | 1964. |
|        | Чешка     | партнерство   | 1988. |
| Извор  |           |               |       |